# Храм Преображения Господня (Кинешма)
Храм Преображе́ния Госпо́дня (Спасская церковь) — православный храм в городе Кинешме Ивановской области. Относится к Кинешемской епархии Русской православной церкви. Построен в 1694—1705 годах, приделы — в 1790 году. Старейшее сохранившееся здание города, памятник архитектуры федерального значения.
Утверждается, что двухэтажный храм построен в костромских традициях. Относился к Спасо-Преображенскому мужскому монастырю, основанному ранее 1452 года и упразднённому в 1764 году.

## Местоположение
Расположен на холме, на правом берегу реки Кинешемки, на развилке Нагорной и Юрьевецкой улиц. Вместе с Успенской церковью, расположенной с противоположной стороны Юрьевецкой улицы, определяет панораму заречной части города.

## История
Первоначально на месте нынешнего храма находился Спасский мужской монастырь (в честь Спаса Преображения Господня), располагавшийся в селе Спасском. Первые данные о монастыре относятся к 1452 году. Первый наместник монастыря — игумен Нифонт. Церковь и монастырские здания были деревянными. Известна легенда о существовании под стенами храма подземных переходов и замурованных пустот, которые могли служить убежищем для первых монахов.
В 1990-е годы при проведении реставрационных работ вокруг храма и во время реконструкции ограды встречалось большое количество горелого дерева, что может служить подтверждением крупного пожара. Это предположительно связывается с событиями Смутного времени, когда Кинешма была полностью уничтожена.
В переписи 1678 года храм значится среди уездных
В 1694 году в Заречной слободе на месте деревянной церкви на средства посадского человека Лаврентия Данилова Тюрина был построен нынешний пятиглавый кирпичный храм, первоначально Спасо-Преображенский собор монастыря. Строительство храма было начато 22 апреля (2 мая) 1694 года. В деле 1703 года указано: «В 1693 году по благословению патриарха московского Андриана и по челобитью бывшего архимандрита города Кинешмы Преображенского монастыря велено построить вновь каменную Преображенскую церковь». К 1703 году каменная церковь была построена. К этому году относится прошение дать новый антиминс и позволить игумену монастыря Гедеону освятить новый храм. Руку к прошению приложил бывший староста рыбных государевых садков Лаврентий Тюрин, а ныне казначей монастыря монах Левонтий Тюрин с братии. 5 марта 1703 года грамота и антиминс были даны. В последующих источниках Лаврентий Тюрин упоминается как человек, на средства которого был построен храм. Освящение состоялось 2 (13) декабря 1705 года.

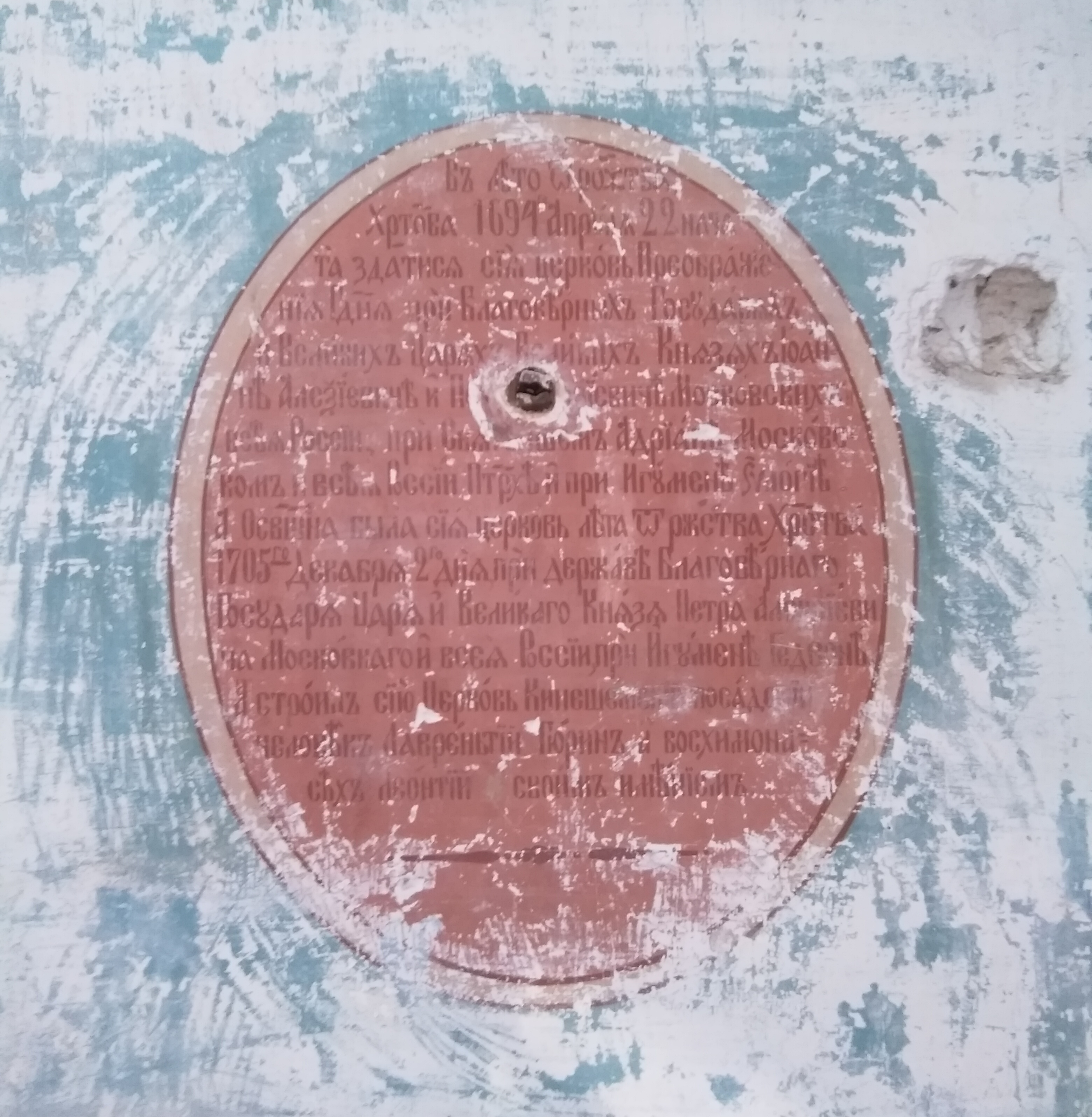
Храмозданная надпись в верхнем храме

На столпе второго этажа храма сохранилась надпись, обращённая в сторону алтаря:
В лето от Рождества Христова 1694 апреля 22 начата здатися сия церковь Преображения Господня при благоверных государях и великих князьях Иоанне Алексеевиче и Петре Алексеевиче Московских и всея России, при святейшем Адриане Московском и всея России Патриархе и при игумене Евлогии. Освящена была сия церковь лета от Рождества Христова 1705-го декабря 2 дня при державе Благоверного государя царя и великого князя Петра Алексеевича Московского и всея России, при игумене Гедеоне. А строил сию церковь Кинешемский посадский человек Лаврентий Тюрин, а во схимонасех Леонтий, своим имением.
Монастырь обладал большим хозяйством. На месте 2-й Нагорной улицы находился монастырский скотный двор и жили пастухи-скотники. Согласно легенде, один из игуменов монастыря для молитвы удалялся на болото в скит, расположенный в районе современных улиц Льва Толстого и Напольной, к югу от монастыря. Вместе с двумя другими монастырями Кинешмы Спасский до 1742 года состоял в Синодальной области.
После указа Екатерины II в 1764 году монастырь был упразднён, Спасо-Преображенский собор переведён в разряд приходских храмов в ведении Костромской епархии (учреждена в 1744 году). Во время Генерального межевания земля и деревянные строения вокруг бывшего монастыря получают название сельцо Спасское.
В 1790 году на средства прихожан были устроены двухэтажные боковые приделы и притвор, а также возведена шатровая колокольня. В 150 саженях от церкви имелось общее городское кладбище. В 1898 году на средства капитан-лейтенанта Михаила Павловича Купреянова был устроен придел в честь Архистратига Михаила. М. П. Купреянов строил его как усыпальницу для своей семьи. В приделе погребены: мать адмирала Г. И. Невельского Феодосия Тимофеевна (1787—1854), на надгробном камне которой была выбита эпитафия: «Здесь погребено тело Феодосии Тимофеевны Невельской, матери адмирала Геннадия Ивановича Невельского, присоединившего к России Амурскую область и остров Сахалин, скончалась 27 июля 1854 г., жития ея было 67 лет»; сестра адмирала Мария Ивановна Невельская-Купреянова (14 февраля 1813 — 14 октября 1885); брат Михаила Павловича Иван, лейтенант, академик (умер 19 июня 1895 года, 57 лет от роду); а также контр-адмирал Павел Иванович Купреянов, на надгробии которого значилось: «Герой Синопа, защитник Севастополя, участник покорения Кавказа, Георгиевский кавалер, контр-адмирал Павел Иванович Купреянов, род. 1821 года, скончался 23 мая 1899 г., на 78 году жизни. Милому, дорогому дядюшке и горячо любимому дедушке».

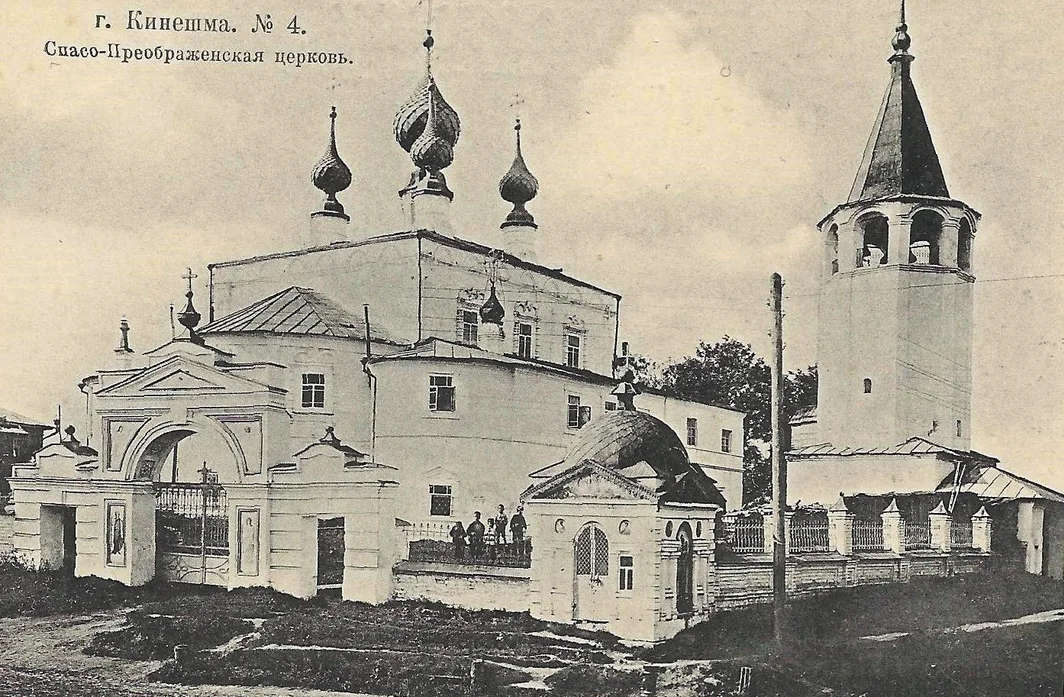
Храм с колокольней на открытке 1913 года

Согласно изданию «Краткие статистические сведения о приходских церквах Костромской епархии» 1911 года, в начале XX века в храме имелось пять престолов: на верхнем этаже — в честь Преображения Господня, святого пророка Илии, на нижнем этаже — святых бессребреников Космы и Дамиана, иконы Божией Матери «Знамение» и Архистратига Михаила и святой великомученицы Варвары. Храм обладал следующими реликвиями: напрестольное Евангелие, напечатанное в 1663 году, напрестольное Евангелие, напечатанное в 1679 году, деревянный напрестольный крест, обложенный серебром, с 22 частицами святых мощей, и серебряный потир, «приложен» Матфеем Философовым в 1597 году.
Причт включал двух священников, диакона и двух псаломщиков. «Краткие статистические сведения…» сообщают следующие данные о причте и приходе: «Постоянные средства: проценты с общего причтового капитала в 2042 руб. 86 коп. Церковные помещения есть для двух священников, прочие члены причта получают квартирное пособие: диакон — 70 руб. и каждый из псаломщиков по 35 руб. в год. Земли церковной состоит в пользовании причта 22 десятины 1962 кв. сажени, пахотной и сенокосной, поросшей мелким лесом, в пустоши Мокруши в 7 верстах от церкви. План и межевая книга на землю есть. Прихожан 1323 муж. пола и 1541 жен. пола. Главное занятие — хлебопашество и работы на фабрике. Приходских селений 28, из них дальнейшие в 10 верстах от церкви». При храме имелась церковно-приходская школа. Попечителем школы был церковный староста Иван Авксентьевич Могутов (1840—1911), учителем И. В. Чистяков.
В 1917 году Б. М. Кустодиев изобразил церковь на своих кинешемских полотнах (Спасский и Успенский храмы).
В конце 1920-х годов храм был закрыт. В то же время были разрушены главы храма, разобрана ограда, изменились интерьеры, пропали иконы, ценные вещи, церковная утварь. Здание было переоборудовано под клуб Красной Армии. Также в советский период был частично сбит фасадный декор. В 1930 году в бывшем храме открылся кинотеатр «Постройка». Позднее здесь размещались военный склад, склад конторы «Заготзерно», мастерские артели «Точное время», литейный цех завода им. М. И. Калинина. В 1950-х годах в связи с расширением проезжей части Юрьевецкого тракта была снесена шатровая колокольня. С середины 1960-х годов в здании бывшего храма располагались склады ОРСа Заволжского леспромхоза. В 1945 году Спасо-Преображенская церковь в качестве памятника культового зодчества была поставлена на государственный учёт, с 1960 года — на государственную охрану республиканского значения. В 1961 году она была снята с государственной охраны и учёта. Вторично поставлена на государственный учёт в 1973 году. Все располагавшиеся здесь организации ограничивались лишь эпизодическим косметическим ремонтом.
В 1995 году церковь была передана Русской православной церкви. По оценкам специалистов в акте на момент передачи храма была указана его сохранность на 50 %. Были проведены восстановительные работы. Полностью заменена кровля, установлены купола и кресты, проведены отопление и природный газ, произведены отделочные работы в двух приделах, храм оштукатурен и побелён снаружи, по фотографиям воссоздана каменная ограда с металлическими вставками.

## Духовенство

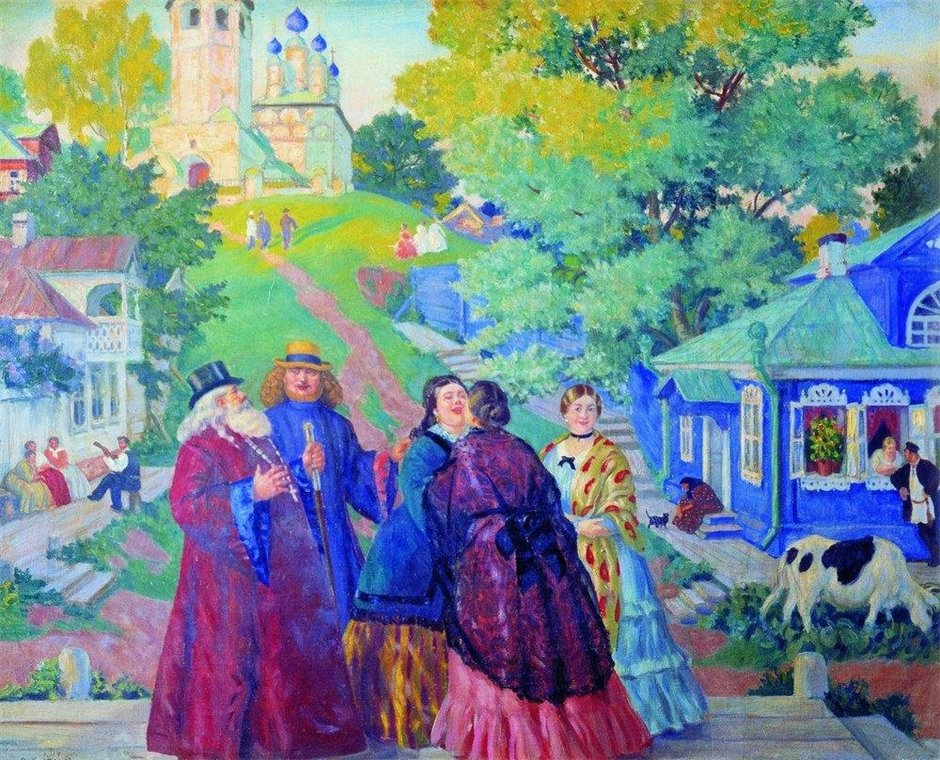
Храм на картине Б. М. Кустодиева «Встреча (Пасхальный день)», 1917

Историк П. М. Строев указывал список игуменов монастыря:
- Нифонт, при митрополите Ионе, около 1453 года
- Гермоген, на январь 1650
- Мисаил, 1657, сентябрь 1660
- Иов, 1679
- Геронтий, на май 1691
- Евлогий, 1691—1700
- Гедеон, 1703—1713
- Иоасаф Павлов, 27 августа 1713—1723
- Иона Строитель, 1727—1732
- Сергий Строитель, 1763
- Илларион, 1763 и 1764.

В Государственном архиве Костромской области имеются списки священников, служивших в Спасо-Преображенском храме:
- Алексеев Пётр, поп церкви Преображения Господня
- Козырев Василий Иванович (1767—1828), сын диакона Афанасие-Кирилловской церкви в селе Замошье Судиславского духовного правления Костромской округи Ивана Александрова. Обучался в КДС. С 1788 года священник Спасо-Преображенской церкви города Кинешмы Лухского духовного правления Кинешемской округи
- Весновский Георгий Алексеевич (1780—1831), окончил КДС в 1803 году. С 1803 году священник Спасо-Преображенской церкви. Благочинный
- Мелечкинский Василий Иванович, выпускник Костромской духовной семинарии 1820 года. По спискам архива за 1871 год протоиерей Спасо-Преображенской церкви
- Агилинский Абрам Федорович, в середине XIX века священник Спасо-Преображенской церкви
- Веселовский Павел Афанасьевич, по спискам за 1871 год священник села Углец. С 1890 года первый священник Спасо-Преображенской церкви
- Красовский Пётр Иванович, по спискам 1871 года священник Спасо-Преображенской церкви
- Казанский Иоанн Павлович, по спискам 1871 года священник села Владычня. С 1890 года первый священник Спасо-Преображенской церкви
- Флеров Николай, в 1890 году второй священник, в 1900 году священник Спасо-Преображенской церкви, в 1910 году священник Сретенской церкви, в 1917 года священник Успенского собора города Кинешмы
- Козлов Иван, в 1900 году священник Спасо-Преображенской церкви
- Беликов Александр Иванович, по спискам за 1900—1917 годы священник Спасо-Преображенской церкви
- Комаровский Николай Константинович, в 1917 году священник Спасо-Преображенской церкви
- Кремлевский Пётр Алексеевич, в 1917 году также священник Спасо-Преображенской церкви[7].

## Архитектура и интерьер

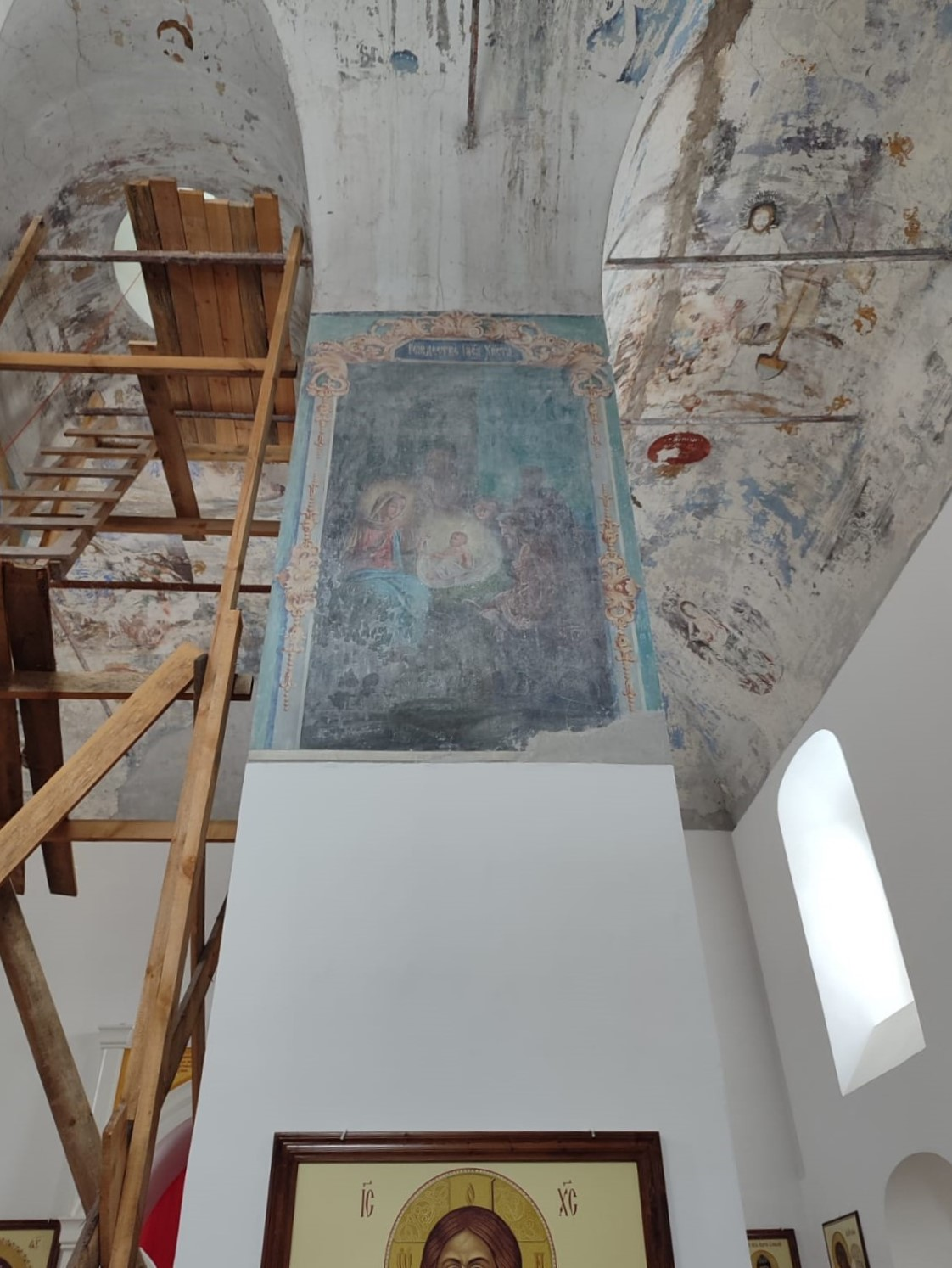
Фрески, вскрытые в верхнем храме. Справа вверху Христос с лопатой

Редкий пример двухэтажного храма в традициях костромского зодчества XVII века.
Высокий основной четверик с крупной полукруглой апсидой во всю его ширину доминирует над симметричными объёмами боковых приделов и западного притвора, которые охватили храм с трёх сторон, оставив открытым только уровень верхнего света. С восточной стороны двухэтажные апсиды храма и приделов образуют единую трехчастную композицию. Главная апсида более крупная и высокая. Частично заложенные прямоугольные верхние окна на боковых фасадах четверика и окна апсиды украшены наличниками, характерными для кирпичного узорочья середины XVII века. На углах основного объёма находятся пучки из четырёх полуколонн. Фриз украшен полукруглыми нишами, имитирующими кокошники. В декоре южного придела присутствуют членящие стену сдвоенные полуколонны, наличники с пилястрами по сторонам, карнизы простого профиля. Северный придел проще по архитектуре. В декоре западного притвора выразительны формы классицизма: большие полуциркульные окна вверху и двухколонный портик входа.
В интерьере обоих этажей своды основного четверика опираются на два столба. В верхнем храме столбы поддерживают световую главу. Угловые главки являются декоративными. В нижнем этаже северный придел и его притвор перекрыты коробовыми сводами с распалубками над проёмами. В верхнем аналогичные своды имеют оба придела. В апсидах имеются конхи. На сводах верхнего храма сохранились остатки росписи.
Храм окружает каменная ограда с железной решёткой. Отдельно стоящая каменная восьмигранная массивная шатровая колокольня снесена в советское время.

## Приделы
В настоящее время в храме действуют три придела на первом этаже:
- в честь святого пророка Илии,
- в честь иконы Божией Матери «Знамение»
- в честь Архангела Михаила и святой великомученицы Варвары[5].